# Rüdiger Pipkorn
Rüdiger Pipkorn (Gera, 19 novembre 1909 – Halbe, 25 aprile 1945) è stato un militare tedesco, ufficiale delle Waffen-SS durante la seconda guerra mondiale.